# الکسی بوکلر
الکسی بوکلر (به انگلیسی: Alexis Beucler) ژیمناست زادهٔ ۱۱ دسامبر ۱۹۹۷ میلادی اهل کشور ایالات متحده آمریکا است.